# La Meute (film, 2010)
Pour les articles homonymes, voir La Meute.
Pour plus de détails, voir Fiche technique et Distribution.
La Meute est un film franco-belge réalisé par Franck Richard et sorti en 2010.

## Synopsis
La jeune Charlotte arrive au volant de sa voiture dans une région isolée et s’arrête pour prendre Max, un autostoppeur. Lors de leur halte à un restaurant routier tenu par la bizarroïde Spack, Max va aux toilettes et disparaît. Charlotte, inquiète, revient la nuit pour tenter de le retrouver, mais elle est faite prisonnière par la Spack qui n'a qu'une idée : la jeter en pâture à une meute de goules affamées… 

## Fiche technique
- Titre : La Meute
- Titre international : The Pack
- Réalisation : Franck Richard
- Scénario : Franck Richard
- Dialogues : Franck Richard
- Musique : Chris Spencer, Ari Benjamin Meyers
- Direction de la photographie : Laurent Barès
- Son : Marc Engels
- Montage : Olivier Gajan
- Décors : Eugénie Collet, Florence Vercheval
- Costumes : Catherine Marchand
- Costumes assistante et patines : Claire Dubien
- Chef-électro : Olivier Dirksen
- Pays de production :  Belgique,  France
- Langue de tournage : français
- Début du tournage : février 2009
- Budget : 2,5 millions € (estimation)
- Producteurs : Vérane Frédiani, Christophe Louis, Franck Ribière
- Sociétés de production : La Fabrique 2 (France), Be-Films (Belgique), Pôle Image de Liège, Canal+, CinéCinéma, TPS Star, Sofica Coficup 3 (Backup Films, France), Cofinova 6, Soficinéma 4, Touscoprod, Ufilm
- Sociétés de distribution : La Fabrique 2, Films Distribution, Overlook Entertainment
- Format : couleur HD — 35 mm — 1.85:1 — son Dolby Digital SRD
- Genre : horreur
- Durée : 85 minutes
- Date de sortie : 
  - France : 29 septembre 2010[2]
- Mention CNC : interdit aux moins de 16 ans[3] (visa no 121405 délivré le 24 septembre 2010)

## Distribution
- Yolande Moreau : la Spack
- Émilie Dequenne : Charlotte Massot
- Benjamin Biolay : Max
- Philippe Nahon : Chinaski
- Brice Fournier : John Grizzly
- Georges Lini : Bazooka Joe
- Philippe Résimont : Jordan
- Matthias Schoenaerts : Complet-Veston
- Jan Fonteyn : Tofu
- Nicolas Leroy : Pioche
- Mathieu Bouteligier : goule 2
- François Doms : goule 3
- Benoît Vivien : goule 4
- Éric Godon : Jean-Jean
- Boris Van Wambeke : l'enfant

## Réception critique
- FanTasia[4] : le critique estime que « le réalisateur [mise] plutôt sur l’élaboration d’une atmosphère crade et malsaine (...) [et] apporte également à son film une dose d’humour noir bienvenue. »
- Toutleciné.com[5] apprécie « l'atmosphère assez particulière [que le film] parvient à installer » et affirme que « ce premier film accomplit sa mission et prouve que l'horreur à la française peut exister sans être ridicule. »
- L'écran Fantastique : (...) le récit se perd dans des retournements de situations improbables et des motivations des personnes injustifiées.
- Le Monde : (...) le traitement graphique de ces créatures est si banal qu'elles pourraient aussi bien exercer leur emploi dans un manga japonais que dans une série Z américaine.
- Télérama : le critique estime que c'est "Le nanar de la semaine" à sa sortie.

## Distinctions
- Festival de Cannes 2010 : projection hors compétition en avant-première mondiale le 17 mai 2010[6].
- Festival Paris Cinéma 2010 : projection en avant-première le 8 juillet 2010 à l'UGC Ciné Cité Bercy.
- Festival international du film fantastique de Neuchâtel NIFF 2010 : projection le 11 juillet 2010 au Théâtre du Passage 1 de Neuchâtel.
- Festival international de films FanTasia 2010 : première projection nord-américaine le 20 juillet 2010 au Théâtre Hall Concordia de Montréal.
- Spectre Film Festival Strasbourg 2010 : en compétition officielle (projection le 15 septembre au cinéma Star St-Exupéry).
- 2012 : nomination meilleurs decors au Magritte du cinéma